# Virginia Ragsdale
Virginia Ragsdale (Jamestown, Carolina do Norte, 13 de dezembro de 1870 – Greensboro, Carolina do Norte, 4 de junho de 1945) foi uma matemática estadunidense, especialista em curvas algébricas.

## Vida
Ragsdale nasceu em uma fazenda em Jamestown, Carolina do Norte, terceiro filho de John Sinclair Ragsdale e Emily Jane Idol.